# Головня Владислав Миколайович
Владисла́в Микола́йович Головня — лейтенант служби цивільного захисту ДСНС.
Станом на березень 2017-го — начальник караулу, пожежно-рятувальна частина в місті Золоте.

## Нагороди
За особисту мужність і героїзм, виявлені у захисті державного суверенітету та територіальної цілісності України, вірність військовій присязі під час бойових дій та при виконанні службових обов'язків, відзначений — нагороджений
- 10 жовтня 2015 року — орденом «За мужність» ІІІ ступеня.